# مدل‌سازی شناختی
مدلهای شناختی برنامه‌های رایانه‌ای هستند که رفتار آن‌ها از بعضی جهات مشابه رفتار انسان می‌باشد.

## روش‌های مختلف در ساخت مدل‌های شناختی

### معماری شناختی (cognitive architecture)
از این نمونه می‌توان به ACT-R، Clarion، Soar، Cogent اشاره کرد.

### آنالیز منطقی (Rational analysis)
سوالاتی که مطرح می‌شود: چرا سیستم این‌گونه رفتار می‌کند؟، چه مسئله‌ای وجود داشته که سیستم این گونه برای حل آن تطبیق یافته‌است.
این مدل‌ها معمولاً بر اساس نظریه احتمالات که معمولاً Bayesian هست کار می‌کنند:
از این نوع مدل می‌توان مدل منطقی حافظه اندرسون که در سال ۱۹۹۰ معرفی شد را نام برد.

### اتصالاتی
تمرکز بر طریقه نمایش representaion و اجرای سطح پایین آن (low level implementation)
از این دسته می‌توان به شبکه‌های عصبی مصنوعی اشاره کرد.

### هدف از مدل‌سازی شناختی
به منظور فهمیدن و پیش‌بینی اتفاقاتی که در مغز رخ می دهد از این نوع مدلسازی استفاده می‌شود همچنین این رشته مورد توجه علومی چون هوش مصنوعی و یادگیری ماشین قرار گرفته زیرا با درک اتفاقاتی که در مغز رخ می دهد می‌توان الگوریتمهای جدیدی را در یادگیری شناسایی کرد.

### نمونه‌هایی از کاربردهای مدل‌سازی شناختی

#### هوش مصنوعی
استفاده از مدلسازی شناختی در خلق کاراکترهای هوشمندی که دارای (knowledge، reasoning، planning ) هستند.